# Federación de Fútbol de Irán
La Federación de Fútbol de la República Islámica de Irán (F.F.I.R.I., en persa: فدراسیون فوتبال جمهوری اسلامی ایران) es el organismo rector del fútbol en Irán, con sede en Teherán. Fue fundada en 1920, desde 1945 es miembro de la FIFA y desde 1958 de la AFC. Organiza el campeonato de Liga y de Copa de Irán, así como los partidos de la selección nacional en sus distintas categorías.